# Scuderia AlphaTauri
Scuderia AlphaTauri, más conocida simplemente como AlphaTauri, fue una escudería italiana de Fórmula 1, propiedad de la empresa Red Bull. El constructor fue renombrado para el año 2020 de Toro Rosso a AlphaTauri para promocionar a la empresa de ropa del mismo nombre.
A partir de la temporada 2024 la escudería pasó a denominarse RB Formula One Team.

## Historia

### Antecedentes y orígenes
En 2005, la empresa Red Bull GmbH creó la Scuderia Toro Rosso tras la compra de Minardi F1 Team a Paul Stoddart. Toro Rosso largó 268 carreras, logrando una única victoria en el Gran Premio de Italia de 2008 de la mano del futuro campeón de Fórmula 1 Sebastian Vettel. El equipo tuvo que esperar 11 años para volver al podio, logrados en el Gran Premio de Alemania y Brasil de 2019 con Daniil Kvyat y Pierre Gasly respectivamente.
A mediados de 2019 se anunció que para la temporada 2020, el equipo Toro Rosso fue renombrado como «AlphaTauri» para promocionar a la marca de ropa del mismo nombre.

### Fórmula 1

#### 2020
Para su primer año en la F1, AlphaTauri retuvo a Gasly y a Kvyat, quienes habían sido pilotos de Toro Rosso en 2019. En el Gran Premio de Italia el equipo logró su primera victoria y primera personal para Gasly, saliendo desde el décimo lugar. Finalmente AlphaTauri se ubicó en la séptima posición en el Campeonato de Constructores con 107 puntos.

#### 2021
Para 2021, el equipo mantuvo a Gasly en el primer asiento y fichó al debutante japonés Yuki Tsunoda. A lo largo del año sumaron 142 puntos en total, logrando un podio en Azerbaiyán. AlphaTauri se ubicó sexto en el campeonato.

#### 2022
En 2022, el equipo mantuvo la misma pareja de pilotos. Sumó solo 35 puntos en total, terminando en la penúltima posición del campeonato de constructores de 2022 El mejor resultado que consiguió fue una quinta plaza, en Azerbaiyán, por Pierre Gasly.

#### 2023
En 2023, el equipo dio la bienvenida a Nyck de Vries, en detrimento de Pierre Gasly, que partía a Alpine. Tras 10 carreras donde el rendimiento de Nyck no conformó, la escudería, previo al Gran Premio de Hungría, anunció que Daniel Ricciardo, expiloto de McLaren en 2022 y tercer piloto de Red Bull Racing, tomará su lugar. en 2023 el equipo terminó octavo en el campeonato de equipos con tan solo 25 puntos, a tan solo 3 puntos del séptimo lugar de Williams.

## Monoplazas
La siguiente galería muestra los diferentes modelos utilizados por AlphaTauri en Fórmula 1.
|                        |
| AlphaTauri AT01 (2020) |

|                        |
| AlphaTauri AT02 (2021) |

|                        |
| AlphaTauri AT03 (2022) |

|                        |
| AlphaTauri AT04 (2023) |

## Resultados

### Fórmula 1
(Clave) (negrita indica pole position) (cursiva indica vuelta rápida)

| Año     | Chasis | Motor                      | Neu. | N.º | Pilotos          | 1   | 2   | 3   | 4   | 5   | 6   | 7   | 8   | 9   | 10  | 11  | 12  | 13  | 14  | 15  | 16  | 17  | 18  | 19  | 20  | 21  | 22  | Puntos | Pos. |
| ------- | ------ | -------------------------- | ---- | --- | ---------------- | --- | --- | --- | --- | --- | --- | --- | --- | --- | --- | --- | --- | --- | --- | --- | --- | --- | --- | --- | --- | --- | --- | ------ | ---- |
| 2020    | AT01   | Honda RA620H V6 Turbo      | P    |     |                  | AUT | EST | HUN | GBR | 70A | ESP | BEL | ITA | TOS | RUS | EIF | POR | EMI | TUR | BHR | SAK | ABU |     |     |     |     |     | 107    | 7.º  |
| 2020    | AT01   | Honda RA620H V6 Turbo      | P    | 10  | Pierre Gasly     | 7   | 15  | Ret | 7   | 11  | 9   | 8   | 1   | Ret | 9   | 6   | 5   | Ret | 13  | 6   | 11  | 8   |     |     |     |     |     | 107    | 7.º  |
| 2020    | AT01   | Honda RA620H V6 Turbo      | P    | 26  | Daniil Kvyat     | 12† | 10  | 12  | Ret | 10  | 12  | 11  | 9   | 7   | 8   | 15  | 19  | 4   | 12  | 11  | 7   | 11  |     |     |     |     |     | 107    | 7.º  |
| 2021    | AT02   | Honda RA621H V6 Turbo      | P    |     |                  | BHR | EMI | POR | ESP | MON | AZE | FRA | EST | AUT | GBR | HUN | BEL | NED | ITA | RUS | TUR | USA | MEX | SÃO | QAT | ARA | ABU | 142    | 6.º  |
| 2021    | AT02   | Honda RA621H V6 Turbo      | P    | 10  | Pierre Gasly     | 17† | 7   | 10  | 10  | 6   | 3   | 7   | Ret | 9   | 11  | 5   | 6   | 4   | Ret | 13  | 6   | Ret | 4   | 7   | 11  | 6   | 5   | 142    | 6.º  |
| 2021    | AT02   | Honda RA621H V6 Turbo      | P    | 22  | Yuki Tsunoda     | 9   | 12  | 15  | Ret | 16  | 7   | 13  | 10  | 12  | 10  | 6   | 15  | Ret | DNS | 17  | 14  | 9   | Ret | 15  | 13  | 14  | 4   | 142    | 6.º  |
| 2022    | AT03   | Red Bull RBPTH001 V6 Turbo | P    |     |                  | BHR | ARA | AUS | EMI | MIA | ESP | MON | AZE | CAN | GBR | AUT | FRA | HUN | BEL | NED | ITA | SIN | JPN | USA | MEX | SÃO | ABU | 35     | 9.º  |
| 2022    | AT03   | Red Bull RBPTH001 V6 Turbo | P    | 10  | Pierre Gasly     | Ret | 8   | 9   | 12  | Ret | 13  | 11  | 5   | 14  | Ret | 15  | 12  | 12  | 9   | 11  | 8   | 10  | 18  | 14  | 11  | 14  | 14  | 35     | 9.º  |
| 2022    | AT03   | Red Bull RBPTH001 V6 Turbo | P    | 22  | Yuki Tsunoda     | 8   | DNS | 15  | 7   | 12  | 10  | 17  | 13  | Ret | 14  | 16  | Ret | 19  | 13  | Ret | 14  | Ret | 13  | 10  | Ret | 17  | 11  | 35     | 9.º  |
| 2023    | AT04   | Honda RBPTH001 V6 Turbo    | P    |     |                  | BHR | ARA | AUS | AZE | MIA | MON | ESP | CAN | AUT | GBR | HUN | BEL | NED | ITA | SIN | JPN | QAT | USA | MEX | SÃO | LVG | ABU | 25     | 8.º  |
| 2023    | AT04   | Honda RBPTH001 V6 Turbo    | P    | 3   | Daniel Ricciardo |     |     |     |     |     |     |     |     |     |     | 13  | 16  | WD  |     |     |     |     | 15  | 7   | 13  | 14  | 11  | 25     | 8.º  |
| 2023    | AT04   | Honda RBPTH001 V6 Turbo    | P    | 21  | Nyck de Vries    | 14  | 14  | 15† | Ret | 18  | 12  | 14  | 18  | 17  | 17  |     |     |     |     |     |     |     |     |     |     |     |     | 25     | 8.º  |
| 2023    | AT04   | Honda RBPTH001 V6 Turbo    | P    | 22  | Yuki Tsunoda     | 11  | 11  | 10  | 10  | 11  | 15  | 12  | 14  | 19  | 16  | 15  | 10  | 15  | DNS | Ret | 12  | 15  | 8   | 12  | 96  | 18† | 8   | 25     | 8.º  |
| 2023    | AT04   | Honda RBPTH001 V6 Turbo    | P    | 40  | Liam Lawson      |     |     |     |     |     |     |     |     |     |     |     |     | 13  | 11  | 9   | 11  | 17  |     |     |     |     |     | 25     | 8.º  |
| Fuente: |        |                            |      |     |                  |     |     |     |     |     |     |     |     |     |     |     |     |     |     |     |     |     |     |     |     |     |     |        |      |

### Pilotos
| Pilotos          | Carreras | Victorias | Poles | VR | Podios | Puntos | Títulos |
| ---------------- | -------- | --------- | ----- | -- | ------ | ------ | ------- |
| Yuki Tsunoda     | 63       | 0         | 0     | 1  | 0      | 52     | 0       |
| Pierre Gasly     | 61       | 1         | 0     | 1  | 2      | 208    | 0       |
| Daniil Kvyat     | 17       | 0         | 0     | 0  | 0      | 32     | 0       |
| Nyck de Vries    | 10       | 0         | 0     | 0  | 0      | 0      | 0       |
| Daniel Ricciardo | 7        | 0         | 0     | 0  | 0      | 6      | 0       |
| Liam Lawson      | 5        | 0         | 0     | 0  | 0      | 2      | 0       |
| Fuente:          |          |           |       |    |        |        |         |